# Aberdeen Angus

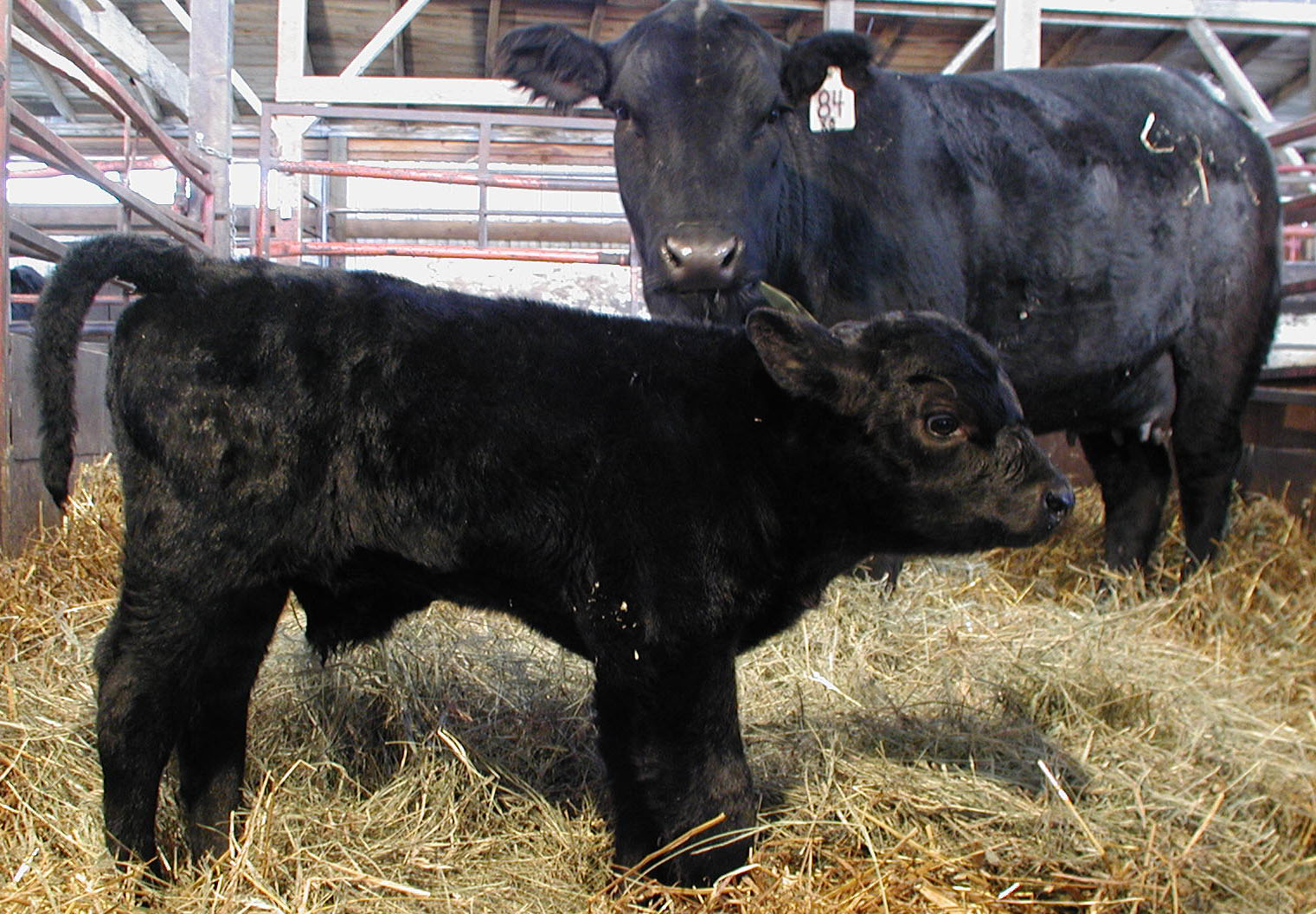
Vedell d'Angus amb la seva mare

L'Aberdeen Angus és una raça bovina de carn molt antiga. És la raça més criada del món i el seu nom prové de la regió d'Escòcia de la qual és originària. És un animal molt productiu, sense banyes i amb el pèl curt i negre. No té una alçada al garrot gaire gran però pesa molt: les femelles poden pesar 750 kg i els mascles 1100 kg. També es caracteritza per la seva òptima adaptabilitat a la pastura, així com la seva fertilitat i longevitat. No presenta problemes durant el part. La seva carn és preuada per la seva delicadesa i tendresa.